# Cecília de França
Cecília de França (1097 - després de 1145) va ser comtessa de Trípoli. Era filla de Felip I, rei de França, i de Bertrada de Montfort.

## Biografia

### Naixement
El seu naixement va quedar enfosquit per la il·legitimitat, perquè els seus pares, quan es van casar, ja eren tots dos casats amb altres persones i, si el seu anterior matrimoni havia estat anul·lat per una assemblea de prelats, el bisbe Iu de Chartres i més tard també el papa Urbà II es van oposar a aquestes nul·litats i que es tornessin a casar i ambdós cònjuges habien estat excomunicats. La legitimitat de Cecília no va arribar fins al 1104 amb l'aixecament de l'excomunió, quan Bertrada de Montfort se sotmeté a les decisions del papa i es va retirar a l'abadia de Fontevraud.

### Princesa d'Antiòquia
L'any 1106, Bohemon de Tàrent, príncep d'Antioquia i croat, va anar a Europa per demanar ajuda i es va casar amb Constança de França, germanastra de Cecília. Aprofitant el seu prestigi i la seva bona fortuna, va negociar alhora el matrimoni de Cecília amb el seu nebot Tancred d'Altaville, el qual va assegurar llavors la regència del principat d'Antioquia. El príncep és considerat un dels cavallers més valents de l'època, havia acompanyat i assistit Godofreu de Bouillon molt després de la presa de Jerusalem i havia conquerit Galilea. Sense portar-se bé amb Balduí I, germà i successor de Godofreu, li va cedir Galilea per unir-se a Antioquia i assegurar-hi la regència durant les absències del seu oncle.

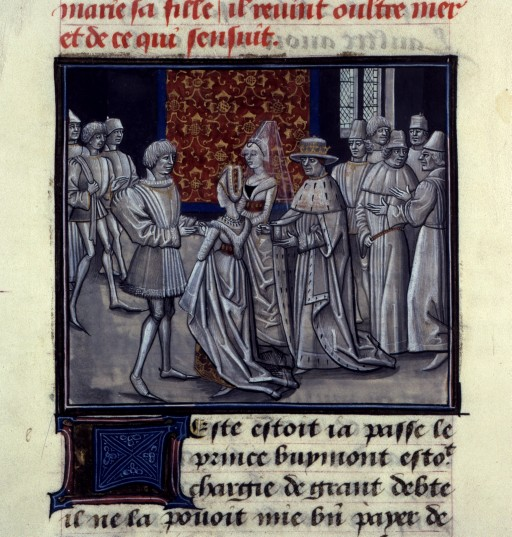
Casament de les filles de Felip I de França.

Cecília va anar a Antioquia per mar per reunir-se amb el seu promès. Aleix I Comnè, emperador romà d'Orient, tement que aquesta aliança es tornés contra ell, va demanar a les repúbliques de Gènova, Pisa i Venècia que interceptessin el vaixell per impedir l'aliança, però no va ser escoltat. Cecília va arribar a Antioquia, i es va casar amb Tancred a finals de 1106.

### Comtessa de Trípoli
Bohemon, derrotat per Aleix Comnè a Dirràquion, no va tornar mai a Antioquia, on Tancred va exercir la regència. Però Tancred no va trigar a sentir que arribava la seva fi i, al seu llit de mort va demanar a Cecília que es casés amb Ponç (1097 † 1137), comte de Trípoli, per tal de posar fi a la rivalitat entre Antioquia i Trípoli, rivalitat que va perjudicar l'actuació dels croats a Terra Santa.
El matrimoni es va celebrar l'any 1112 a Trípoli, i Cecília va donar a llum a Ramon II (1116 † 1152), futur comte de Trípoli. Amb Ponç de Trípoli també va tenir a Felip i a Agnès, que s'acabaria casant amb Reinal I Masoir.
L'any 1132, la fortalesa de Montferrand fou assetjada per una tropa de turcomans. Ponç va intentar fer-los aixecar el setge, però va patir un contratemps i va haver de refugiar-se a la fortalesa. En conèixer aquesta notícia, Cecília no va dubtar a anar a Jerusalem per alertar el rei Folc d'Anjou, rei de Jerusalem, que arribar amb la Cecília i va obligar els turcomans a retirar-se.
Quan Ponç va morir el 1137, va demanar Gibelet com a dot, tot i que finalment va rebre Chastel-Rouge i Arzghan. Apareix en una donació feta l'any 1139 a favor del Sant Sepulcre.
Cecília de França desapareix dels registres a partir de 1145.